# Pterodiscus speciosus
Pterodiscus speciosus är en sesamväxtart som beskrevs av William Jackson Hooker. Pterodiscus speciosus ingår i släktet Pterodiscus och familjen sesamväxter. Inga underarter finns listade i Catalogue of Life.

## Bildgalleri

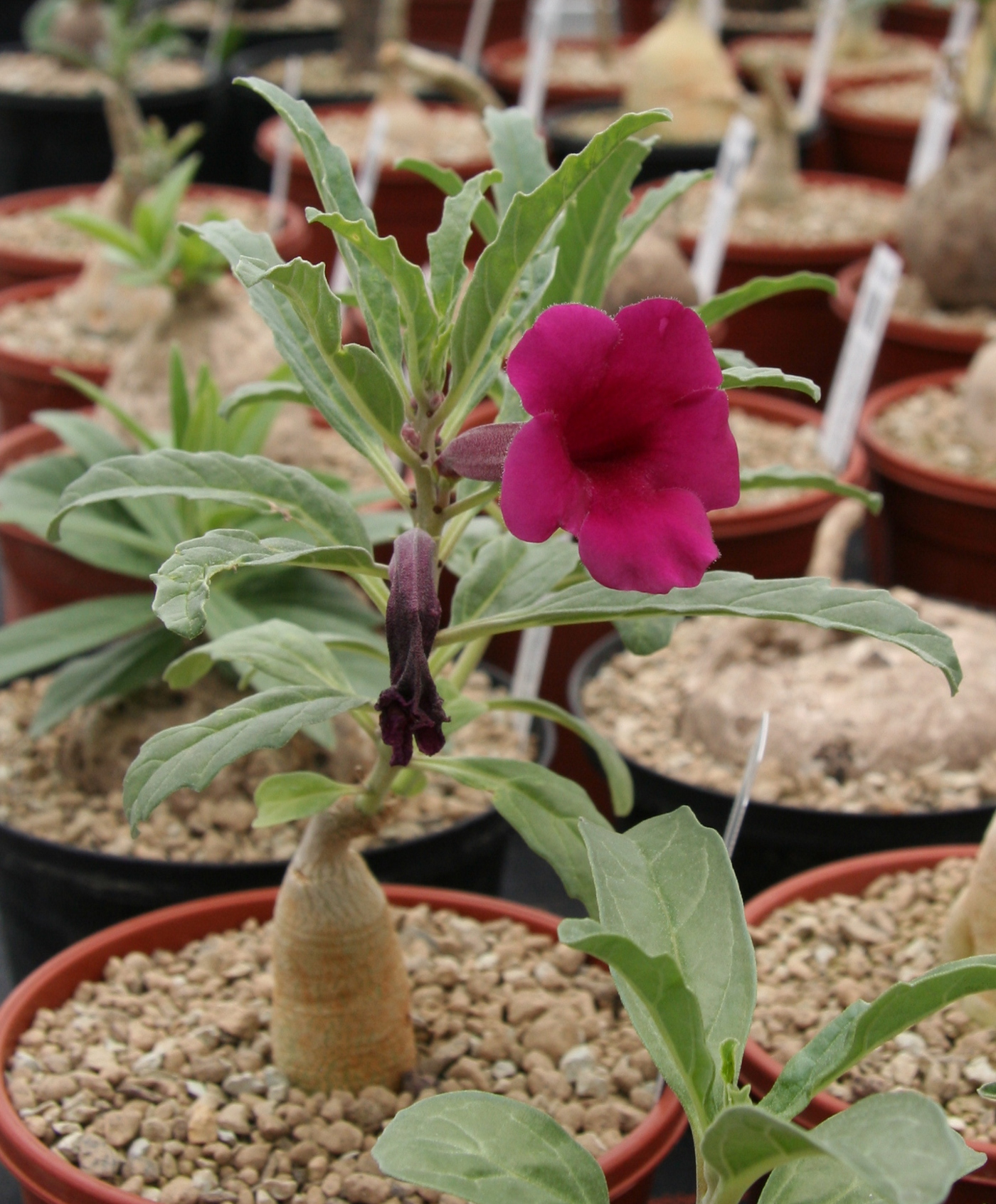